# Шульга Андрій Миколайович
Андрі́й Микола́йович Шульга́ (нар. 22 січня 1993, смт Демурине, Межівський район, Дніпропетровська область — пом. 14 червня 2014, м. Луганськ, Україна) — український військовослужбовець, десантник, солдат Збройних сил України. Позивний «Шульц».

## Життєпис
Андрій Шульга народився в смт Демурине Межівського району Дніпропетровської області. Закінчив загальноосвітню школу. Робочу професію здобув у стінах Покровського професійного ліцею.
Проходив військову службу за контрактом у 25-ї Дніпропетровській повітряно-десантній бригаді.
Солдат, номер обслуги 25 ОПДБр Високомобільних десантних військ ЗС України, в/ч А1126, смт Гвардійське, Дніпропетровська область.

## Обставини загибелі
13 червня 2014 року десантники готувались до відправлення в зону проведення АТО. У ніч на 14 червня трьома військово-транспортними літаками Іл-76 МД з інтервалом у 10 хвилин вони вилетіли в Луганський аеропорт на ротацію особового складу. На борту також була військова техніка, спорядження та продовольство.
14 червня, о 00:40, перший літак (бортовий номер 76683), під командуванням полковника Дмитра Мимрикова приземлився в аеропорту.
Другий Іл-76 МД (бортовий номер 76777), під керівництвом командира літака підполковника Олександра Бєлого, на борту якого перебували 9 членів екіпажу 25-ї мелітопольської бригади транспортної авіації та 40 військовослужбовців 25 ОПДБр, о 0:51, під час заходу на посадку (аеродром м. Луганська), на висоті 700 метрів, підбили російські терористи з переносного зенітно-ракетного комплексу «Ігла». Внаслідок терористичного акту літак вибухнув у повітрі та врізався в землю поблизу території аеропорту. 49 військовослужбовців, — весь екіпаж літака та особовий склад десанту, — загинули. Третій літак за наказом повернувся в Мелітополь.
|                                                  | Там все було дуже грамотно по-військовому сплановано. Там без Росії не обійшлось. Вогонь вівся з усіх сторін. Це було не на рівні ненавчених бойовиків. Обстріл літака вівся дуже грамотно. Спочатку підсвічували трасером, а потім били. Із ПЗРК неможливо було збити літак, навіть якби боєприпас потрапив у двигун, то літак все рівно не загинув би. Стріляли з «Шилки». |
| — Командир 25-ї БрТрА полковник Дмитро Мимриков. | |

Пройшло більш як 40 діб, перш ніж десантників поховали: українські військовики збирали рештки тіл полеглих, влада домовлялася з терористами про коридор для евакуації, в м. Дніпрі проводились експертизи ДНК для ідентифікації.
24 липня 2014 року Андрія поховали на кладовищі смт Демурине.
Залишились батьки Людмила Петрівна та Микола Іванович, брат Сергій, цивільна дружина Альона та донька Евеліна.

## Нагороди та відзнаки
- Орден «За мужність» III ст. (20.06.2014, посмертно) — за особисту мужність і героїзм, виявлені у захисті державного суверенітету та територіальної цілісності України, вірність військовій присязі та незламність духу[4].
- Нагрудний знак «За оборону Луганського аеропорту» (посмертно).

## Вшанування пам'яті
- 13 червня 2015 року, в м. Дніпрі, на Алеї Героїв, до роковин загибелі військових у збитому терористами літаку Іл-76 встановили пам'ятні плити з іменами загиблих воїнів[5].
- 18 червня 2016 року, на території військової частини А1126 в смт Гвардійське урочисто відкрили пам'ятник воїнам-десантникам 25-ї повітряно-десантної бригади, які героїчно загинули під час бойових дій в зоні проведення АТО. На гранітних плитах викарбувані 136 прізвищ, серед них і 40 десантників, які загинули у збитому літаку в Луганську[6].
- 30 квітня 2021 року, у м. Покровську, за участі рідних загиблого Героя, було відкрито меморіальну дошку на стіні Покровського професійного ліцею, в якому Андрі́й Шульга здобував робочу професію[1].